# Campionato mondiale giovanile di scherma 1984
Il Campionato mondiale juniores di scherma del 1984 ("1984 World Juniors Fencing Championships") è stato organizzato dalla Federazione internazionale della scherma e si è svolto a Leningrado in Unione Sovietica dal 19 al 23 aprile.
Nel fioretto, si sono aggiudicati i titoli del campionato mondiale l'italiano Stefano Cerioni, che ha battuto in finale il francese Patrice Lhotellier, e l'italiana Margherita Zalaffi che ha avuto la meglio sulla sovietica Olga Velitchko.
Nella spada il sovietico Sergej Kravtsuk ha battuto in finale il tedesco Reinhard Berger, ottenendo il titolo mondiale juniores maschile.
Nella sciabola il sovietico Michail Karelov prevale sul polacco Janusz Olech.

## Podi

### Uomini
| Specialità  | Oro             | Argento            | Bronzo            |
| Individuali |                 |                    |                   |
| Fioretto    | Stefano Cerioni | Patrice Lhotellier | Anvar Ibragimov   |
| Spada       | Sergej Kravtsuk | Reinhard Berger    | Maurizio Randazzo |
| Sciabola    | Michail Karelov | Janusz Olech       | Andrej Kuzmin     |

### Donne
| Specialità  | Oro                | Argento       | Bronzo          |
| Individuali |                    |               |                 |
| Fioretto    | Margherita Zalaffi | Ol'ga Veličko | Elisabeta Tufan |

## Medagliere
| Pos.   | Nazione          | Oro | Argento | Bronzo | Totale |
| ------ | ---------------- | --- | ------- | ------ | ------ |
| 1      | Unione Sovietica | 2   | 1       | 2      | 5      |
| 2      | Italia           | 2   | 0       | 1      | 3      |
| 3      | Germania         | 0   | 1       | 0      | 1      |
| 3      | Francia          | 0   | 1       | 0      | 1      |
| 3      | Polonia          | 0   | 1       | 0      | 1      |
| 6      | Romania          | 0   | 0       | 1      | 1      |
| Totale | Totale           | 4   | 4       | 4      | 12     |